# Rymmartjärnen
Rymmartjärnen är en sjö i Kalix kommun i Norrbotten och ingår i Kalixälvens huvudavrinningsområde.